# Beveland-du-Nord
Pour les articles homonymes, voir Beveland.
Beveland-du-Nord (en néerlandais : Noord-Beveland) est une commune, anciennement une île et une région de polders de près de quatre cents ans et le cœur de la Zélande entourée par l'Escaut oriental, la mer du Nord et le Veerse Meer, L'île possède, à De Banjaard, la plus large plage de la mer du Nord. Beveland-du-Nord est la plus récente des îles zélandaises. Beveland-du-Nord est statistiquement la commune la plus ensoleillée des Pays-Bas.
La commune a été créée le 1er janvier 1995, par la fusion de Kortgene et de Wissenkerke.

## Géographie

### Localités
- Colijnsplaat
- Geersdijk
- Kamperland
- Kats
- Kortgene
- Wissenkerke

## Histoire

### Ganuenta
Au temps des Romains, la ville de Ganuenta était située au nord du village actuel de Colijnsplaat, cet endroit est actuellement couvert par les eaux de l'Oosterschelde. Il s'agissait d'un important centre commercial dans la région. À proximité il y avait un temple dédié à une ancienne déesse régionale Nehalennia. Une réplique de ce temple a officiellement été inaugurée en août 2005.